# شارل-هانری سانسون
شارل-هانری سانسون (۱۵ فوریهٔ ۱۷۳۹ – ۴ ژوئیهٔ ۱۸۰۶) جلاد سلطنتی فرانسه بود و در مدت ۳۰ سال، بیش از ۳۰۰۰ نفر، ازجمله خودِ شاه فرانسه را با دستانش به قتل رساند.

## سابقهٔ خانوادگی
شارل-هانری سانسون چهارمین نسل از خانوادهٔ پدریِ خود بود که به حرفهٔ جلادی اشتغال داشت. جد بزرگ او، یک سرباز در ارتش سلطنتیِ فرانسه به نام شارل سانسون (۱۶۵۸–۱۶۹۵) اهلِ ابویل بود که به‌عنوان جلاد پاریس در ۱۶۸۴ منصوب شد.

## زندگی
شارل دو بار ازدواج کرد؛ همسر اولش تنها پنج سال پس از ازدواج آن‌ها از دنیا رفت. شارل، پس از ازدواج با همسر دومش، توانست وارد دربار شود و ادارهٔ شغل جدیدش به‌عنوان جلاد را به دست گیرد.

## زندگی و شغل جلادی

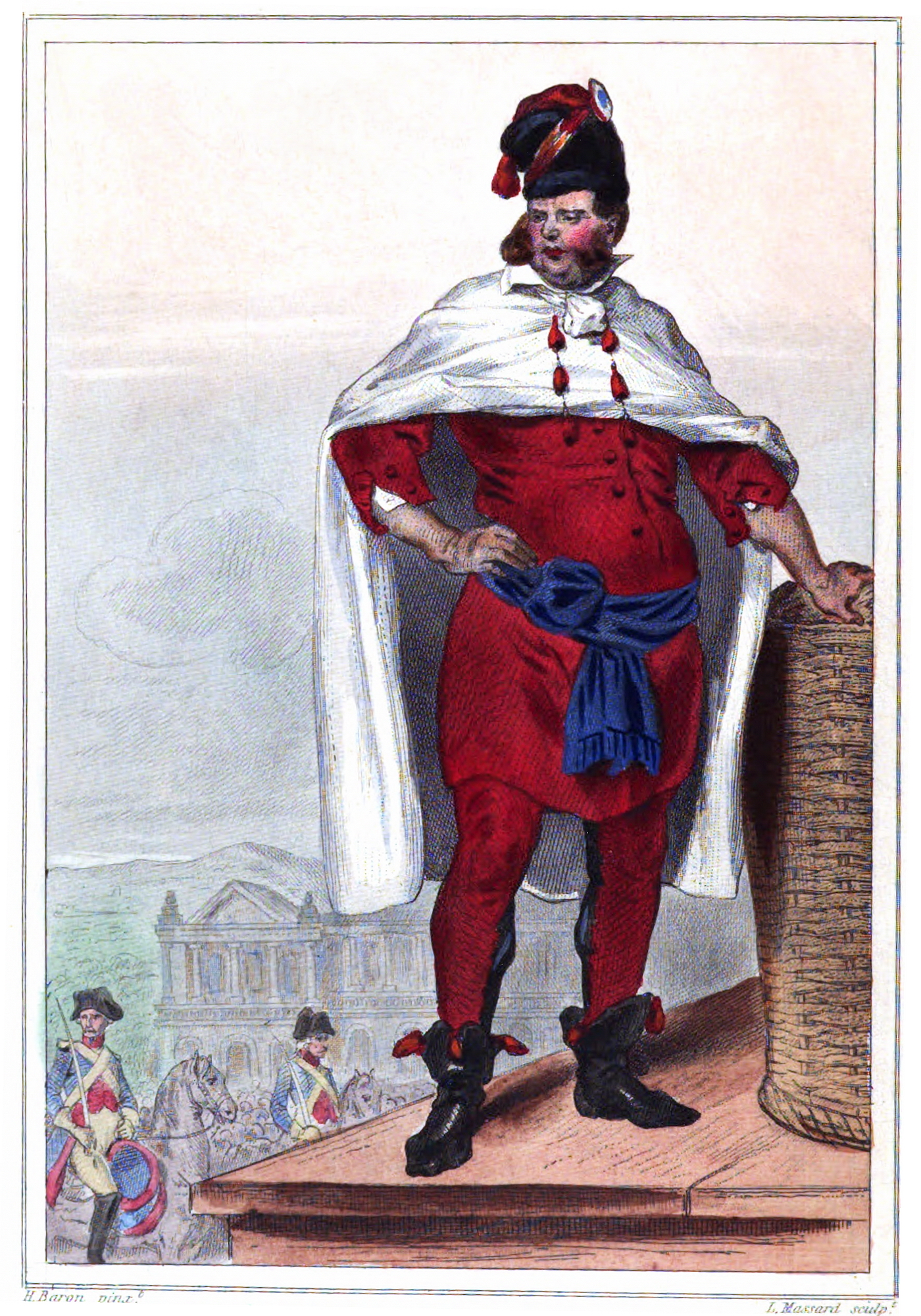
سانسون در مراسم اعدام پادشاه لویی شانزدهم

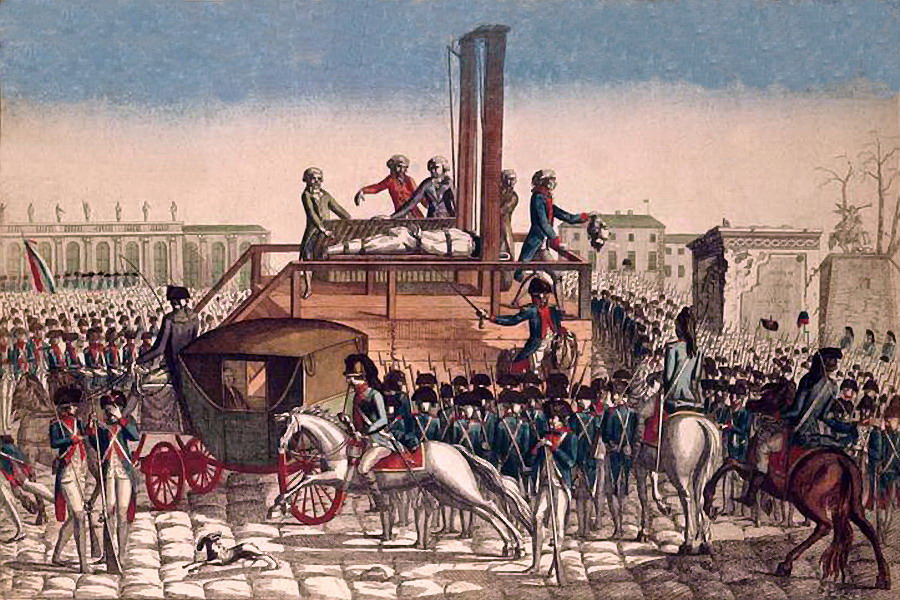
اعدام لویی شانزدهم در کارناواله

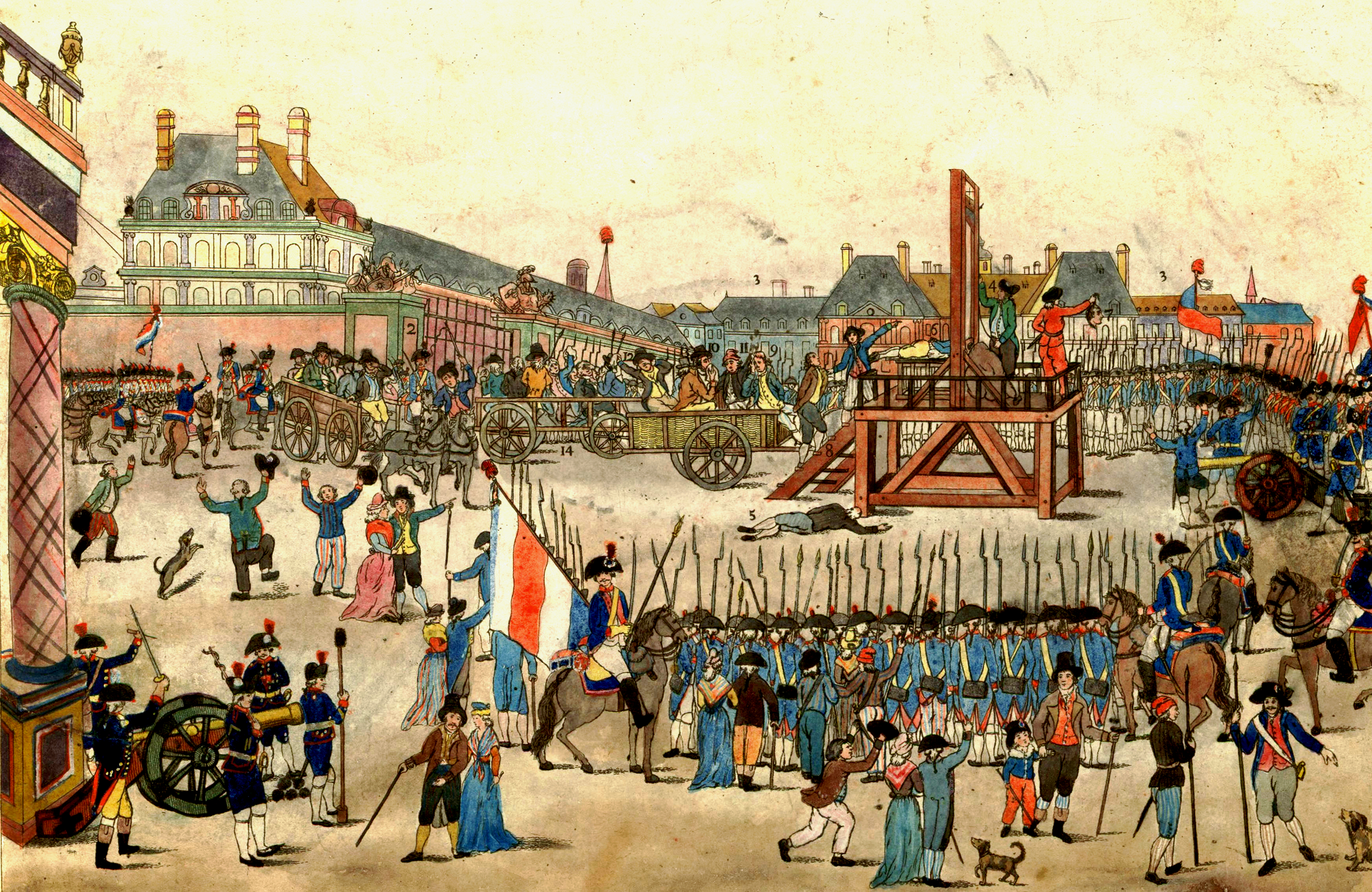
مراسم اعدام ماکسیمیلیان روبسپیر، سال ۱۷۹۴

در سال ۱۷۵۷ سانسون در اعدام روبر دامین، که در اقدامی قصد کشتن لوئی پانزدهم را داشت، شرکت کرد. این اعدام یکی از بدترین و دردناک‌ترین اعدام‌ها و مرگ‌های تاریخ فرانسه است. در این اعدام، دامین ابتدا توسط چاقوهای بلند به صلیب کشیده شد، سپس چندین جای بدنش زخمی شد و بر روی زخم‌هایش اسید و سرب داغ ریخته شد، و در نهایت بدنش توسط چند اسب پاره‌پاره و سپس سوزانده شد. بسیاری از این اعمال را سانسون خود انجام داد. پس از این اقدام، او به خاطر بی‌رحمی و دقت در کارش به‌عنوان «جلاد اعظم» برگزیده شد. در سال ۱۷۷۸ شاه او را در این منصب قرار داد که در این درجه جلاد لباسی قرمز به تن می‌کرد. درحالی‌که عموماً جلادان بیش از ۱۰۰۰ اعدام را انجام نمی‌داند، شارل ۲۹۱۸ اعدام انجام داد که در تاریخ چنین میزانی سابقه ندارد. او مسئول اعدام ملکه ماری آنتوانت بود که او را به شارل سپرد، و او نیز با گیوتین به قتل رسید.

## طرفدار گیوتین
پس از انقلاب، سانسون در تصویب گیوتین به عنوان شکل استاندارد اعدام نقش مهمی ایفا کرد. چارلز سانسون یکی از طرفداران بزرگ گیوتین بود و معتقد بود مرگ با شمشیر موجب مشکلات فراوانی می‌شود، به طوری که بیش از ۸۰٪ اعدام‌هایش را با این وسیله انجام داد، گیوتین اولین بار در سال ۱۷۹۲ در فرانسه و به شکل آزمایشی درست شد و در نهایت با حمایت‌های او و تعدادی دیگر این وسیله ملی شد.

## زندگی شخصی
چارلز به شکلی عجیب روحیه ای لطیف داشت و در وقت‌های ازادش ویالون می‌نواخت و علاقهٔ عجیبی به اسب سواری داشت!
بعضی چارلز هنری سانسون را به عنوان یک مرد سادیست نگاه می‌کنند اما در واقع او همیشه از کارش لذت نمی‌برد. او گاهی اوقات با آنچه که انجام می‌داد مخالفت می‌کرد. او احساس کرد که عموم مردم اعدام‌ها را کاملاً درک نمی‌کنند. داستان بسیار جالبی در مورد سانسون وجود دارد، پس از بازنشستگی او با ناپلئون ملاقاتی داشت، در این ملاقات ناپلئون از اون پرسیده بود که چگونه می‌تواند شب‌ها راحت بخوابد و سانسون نیز در جوابی جالب گفته بود وقتی پادشاهان می‌توانند چرا جلادان نتوانند.
همچنین از سانسون به عنوان شخصی فوق‌العاده مهربان، خوش قلب و جذاب یاد می شود که سخاوتمندانه به فقرایی که او را تحقیر نمی کردند صدقه می داد. لحن، لباس‌ها و رفتار او فوق‌العاده مشخصانه و با وقار بود ، و او همیشه با اعدامی ها بسیار مهربان بود:برای مثال، هنگامی که ‌شارلوت کوردی را به سمت سکوی اعدام می‌برد ، به او هشدار می‌داد که از نشستن در لبه گاری پرهیز کند و در وسط آن بنشیند، تا توسط مردم تحت فشار قرار نگیرد.

## مرگ
شارل-هانری سانسون در تاریخ ۴ ژوئیهٔ ۱۸۰۶ درگذشت و در مقبرهٔ خانوادگی در گورستان مونمارتر در پاریس دفن شد.

### فیلم و تلویزیون
- ۱۹۸۹: چارلز-هنری سانسون به عنوان شخصیت جزئی با بازی کریستوفر لی در فیلم انقلاب فرانسه.[۷]
- ۲۰۱۳: کاراکتر کوچک در فیلم تلویزیونی Femme Dans la Révolution، که توسط Thierry Hancisse می‌شود.[۸]

### بازی‌های ویدئویی
- به‌عنوان یک خدمتکار کلاس Assassin در بازی موبایل Type-Moon Fate / Grand Order
- به‌عنوان NPC در اساسینز کرید: وحدت